# 岡山県道426号多麻滝宮線
岡山県道426号多麻滝宮線（おかやまけんどう426ごう たまたきみやせん）は、岡山県備前市から美作市に至る一般県道である。

## 概要
備前市吉永町多麻と美作市滝宮を結ぶ。
八塔寺ふるさと村の前後を除くほぼ全線にわたり1車線分ほどの道幅しかなく非常に曲がりくねった道である。日当たりが悪く苔むしているところが多く、倒木や土砂崩れなどがある場合もあるため走行には注意が必要。終点側の入口には「大型車通行不能」と注意書きがある。

### 路線データ
- 起点：備前市吉永町多麻（岡山県道・兵庫県道368号吉永下徳久線交点）
- 終点：美作市滝宮（岡山県道46号和気笹目作東線交点）
- 総延長：9.5 km

## 歴史
- 1975年（昭和50年）1月10日 - 岡山県告示第43号により認定される。
- 2005年（平成17年）
  - 3月22日 - 備前市と和気郡日生町・吉永町が対等合併して改めて備前市が設置されたことに伴い起点の地名表記が変更される（和気郡吉永町多麻→備前市吉永町多麻）。
  - 3月31日 - 英田郡英田町・大原町・作東町・美作町・東粟倉村・勝田郡勝田町が対等合併して美作市が成立したことに伴い終点の地名表記が変更される（英田郡英田町滝宮→美作市滝宮）。

## 地理

### 通過する自治体
- 備前市
- 美作市

### 交差する道路
| 交差する道路                                                     | 市町村名 | 交差する場所 | 交差する場所 |
| ---------------------------------------------------------------- | -------- | ------------ | ------------ |
| 岡山県道・兵庫県道368号吉永下徳久線                              | 備前市   | 吉永町多麻   | 起点         |
| 岡山県道46号和気笹目作東線 兵庫県道・岡山県道90号赤穂佐伯線 重複 | 美作市   | 滝宮         | 終点         |

### 沿線
- 八塔寺ふるさと村
- 岡山国際サーキット（旧：TIサーキット英田）